# 27 grudnia
27 grudnia jest 361. (w latach przestępnych 362.) dniem w kalendarzu gregoriańskim. Do końca roku pozostaje 4 dni.

## Święta
- Imieniny obchodzą: Bartłomiej, Cezary, Fabiola, Gosław, Jan, Krystyna, Maksym, Mateusz, Przybyrad, Przybysław, Sara, Teodor, Teofan i Żaneta.
- Korea Północna – Święto Konstytucji
- Polska – Narodowy Dzień Zwycięskiego Powstania Wielkopolskiego
- Wspomnienia i święta w Kościele katolickim[1][2] obchodzą:
  - bł. Franciszek Spoto (zakonnik)
  - św. Jan Ewangelista, Apostoł
  - św. Fabiola (wdowa)
  - bł. Macieja Nazzarei (zakonnica)
  - św. Maksym z Aleksandrii (biskup)
  - św. Teodor i Teofan (bracia męczennicy)

## Wydarzenia w Polsce

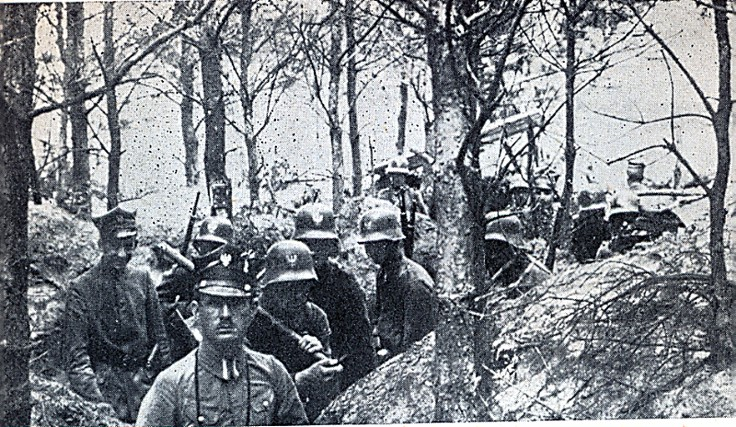
Powstańcy wielkopolscy w okopach

- 1355 – W Kaliszu książę mazowiecki Siemowit III złożył hołd lenny królowi Kazimierzowi Wielkiemu.
- 1400 – Nowe Miasto nad Pilicą otrzymało prawa miejskie.
- 1408 – Książę Janusz I Starszy nadał Piotrowi Pielgrzymowi dziedziczny tytuł wójta Starej Warszawy
- 1428 – W bitwie pod Starym Wielisławiem pomiędzy husytami a wojskami przymierza antyhusyckiego zginął ostatni z Piastów ziębickich, książę Jan.
- 1529 – Król Zygmunt I Stary przyłączył Mazowsze do Polski.
- 1587 – Zygmunt III Waza został koronowany na Wawelu na króla Polski i wielkiego księcia litewskiego.
- 1655 – Potop szwedzki: wojska szwedzkie zakończyły nieudane oblężenie Jasnej Góry.
- 1856 – W Warszawie zapalono pierwsze 92 latarnie gazowe.
- 1862 – Otwarto Kolej Warszawsko-Petersburską.
- 1905 – W Ostrowcu proklamowano tzw. Republikę Ostrowiecką.
- 1918 – Wybuchło powstanie wielkopolskie.
- 1927 – Zawarto porozumienie o wymianie więźniów politycznych między Polską a ZSRR.
- 1939 – W odwecie za zabicie 2 żołnierzy, w nocy 26 na 27 grudnia Niemcy zamordowali w Wawrze pod Warszawą 107 osób.
- 1941:
  - W katastrofie kolejowej w Drzewcach (niem. Leicholz) w dzisiejszym woj. lubuskim zginęło 41 osób; według ówczesnego zawiadowcy stacji Zbąszynek, Kurta Gollascha, liczba ofiar miała wynieść 284.
  - W nocy 27 na 28 grudnia została przerzucona do Polski tzw. Grupa Inicjatywna PPR (Paweł Finder, Marceli Nowotko i in.).
- 1944 – W okolicach Nowego Targu odbył się ostatni zrzut cichociemnych.
- 1984 – W Toruniu rozpoczął się proces zabójców księdza Jerzego Popiełuszki.
- 1991:
  - Polska uznała niepodległość: Armenii, Azerbejdżanu, Białorusi, Federacji Rosyjskiej, Kazachstanu, Mołdawii, Tadżykistanu i Turkmenistanu.
  - Wolnomularstwo: Wielka Loża Narodowa Polski została obudzona przy pomocy Wielkiego Wschodu Włoch.
- 2002:
  - Amerykański koncern Lockheed Martin, oferujący samolot F-16, wygrał przetarg na dostawę samolotu wielozadaniowego dla Wojska Polskiego.
  - Publikacja artykułu w „Gazecie Wyborczej” rozpoczęła tzw. aferę Rywina.
- 2003 – Założono Muzeum Farmacji w Bydgoszczy.
- 2020 – Rozpoczęły się szczepienia przeciwko COVID-19, na początek dla kadry medycznej (tzw. grupa „zero”).
- 2021 – Prezydent RP Andrzej Duda zdecydował o zawetowaniu nowelizacji ustawy o radiofonii i telewizji (tzw. „Lex TVN” ), co zakończyło protesty społeczne przeciwko tym zmianom.

## Wydarzenia na świecie
- 418 (lub 29 grudnia) – Dokonano wyboru antypapieża Eulaliusza.
- 537 – Poświęcono świątynię Hagia Sophia w Konstantynopolu.
- 1206 – Dominik Guzmán założył w Prouilhe koło Carcassonne we Francji zakon dominikanek klauzurowych.
- 1253 – (lub w kwietniu 1254) Flamandzki franciszkanin, misjonarz i podróżnik Wilhelm z Rubruk dotarł z misją od króla Francji Ludwika IX na dwór wielkiego chana mongolskiego Mongke. Celem wyprawy było wybadanie czy chan byłby skłonny przyjąć wiarę chrześcijańską i stać się sojusznikiem w walce z Turkami.
- 1512 – Wydano Prawa z Burgos, pierwszy skodyfikowany zbiór praw regulujący postępowanie Hiszpanów w Ameryce.
- 1594 – Student Jean Châtel(inne języki) usiłował zasztyletować króla Francji Henryka IV.
- 1673 – Św. Małgorzata Maria Alacoque miała doznać pierwszego widzenia Jezusa Chrystusa.
- 1703 – Zawarto brytyjsko-portugalskie porozumienie handlowe.
- 1722 – Yongzheng został cesarzem Chin.
- 1726 – Jan od Krzyża, Peregryn Laziosi i Franciszek Solano zostali kanonizowani przez papieża Benedykta XIII.
- 1741 – I wojna śląska: wojska pruskie zajęły Ołomuniec.
- 1817 – W Rzymie odbyła się premiera opery Adelajda z Burgundii z muzyką Gioacchina Rossiniego i librettem Giovanniego Frederica Schmidta(inne języki).
- 1831 – Charles Darwin rozpoczął podróż dookoła świata na okręcie HMS „Beagle”.
- 1833 – Odkryto Wyspę Heard u wybrzeży Antarktydy.
- 1845 – John L. O’Sullivan sformułował tzw. koncepcję „Boskiego Przeznaczenia”, mającą wyjaśniać przyczyny amerykańskiej ekspansji.
- 1869 – Nissage Saget(inne języki) został prezydentem Haiti.
- 1870 – Premier Hiszpanii gen. Juan Prim został ciężko ranny w zamachu w Madrycie, w wyniku czego zmarł 30 grudnia.
- 1877 – X wojna rosyjsko-turecka: rozpoczęła się bitwa pod Szejnową.
- 1881 – Uruchomiono komunikację tramwajową w wietnamskim Sajgonie (obecnie Ho Chi Minh).
- 1897 – W Paryżu odbyła się premiera sztuki Cyrano de Bergerac Edmonda Rostanda.
- 1904:
  - W Dublinie zainaugurował działalność Abbey Theatre.
  - W londyńskim Duke of York’s Theatre odbyła się premiera sztuki Piotruś Pan.
- 1910 – Enrique C. Basadre Stevenson(inne języki) został premierem Peru.
- 1911 – Po raz pierwszy wykonano pieśń Jana Gana Mana z muzyką Rabindranatha Tagore’a, której pierwsza zwrotka w 1950 roku została ustanowiona hymnem Indii.
- 1916 – Francja i Wielka Brytania dokonały podziału byłej niemieckiej kolonii Togoland w Afryce.
- 1917:
  - W Rosji ogłoszono dekret o nacjonalizacji banków.
  - Założono paragwajski klub piłkarski Resistencia SC.
- 1918 – Rada Białoruskiej Republiki Ludowej przeniosła się z Wilna do Grodna.
- 1919 – Założono szwedzką wytwórnię filmową Svensk Filmindustri.
- 1923 – Przeprowadzono nieudany zamach na japońskiego następcę tronu księcia Hirohito.
- 1926:
  - Papież Pius XI potępił działalność skrajnie prawicowej Akcji Francuskiej.
  - W VI forcie twierdzy w Kownie zostali rozstrzelani skazani na śmierć za próbę zorganizowania komunistycznego przewrotu na Litwie: Rapolas Čarnas(inne języki), Kazys Giedrys, Juozas Greifenbergeris i Karolis Požėla.
- 1929 – W ZSRR zakończono program nowej polityki ekonomicznej NEP.
- 1934 – Persja zmieniła nazwę na Iran.
- 1935 – Regina Jonas została pierwszą rabinką w historii judaizmu.
- 1936 – Hiszpańska wojna domowa: rozpoczęła się bitwa pod Loperą(inne języki).
- 1939 – Wojna zimowa: zwycięstwami wojsk fińskich zakończyły się bitwy: pod Kelją(inne języki) i pod Taipale(inne języki).
- 1940:
  - Premiera amerykańskiego filmu komediowego i science fiction Niewidzialna kobieta w reżyserii A. Edwarda Sutherlanda(inne języki).
  - Premiera amerykańskiego melodramatu Kitty Foyle w reżyserii Sama Wooda.
- 1941:
  - Brytyjskie i norweskie oddziały dokonały rajdów na Vågsøy, niszcząc niemieckie baterie dział morskich oraz fabryki konserw i tranu (operacja „Archery”) i na wyspę Moskenesøya w archipelagu Lofotów, gdzie zniszczyli dwa nadajniki radiowe, instalacje portowe oraz kilka małych jednostek pływających (operacja „Anklet”).
- 1942 – Przebywający w niemieckiej niewoli gen. Andriej Własow ogłosił tzw. Deklarację Smoleńską, głoszącą konieczność zbudowania nowej Rosji poprzez obalenie reżimu stalinowskiego. W tym celu miała powstać kolaboracyjna Rosyjska Armia Wyzwoleńcza podporządkowana komitetowi rosyjskiemu z Własowem na czele.
- 1944 – Bitwa o Atlantyk: niemiecki okręt podwodny U-887 został zatopiony na północny zachód od Azorów przez kanadyjską korwetę HMCS „St.Thomas”(inne języki), a wszystkich 56 członków załogi uratowano i wzięto do niewoli.
- 1945 – Weszły w życie postanowienia konferencji z Bretton Woods w USA. Powstały Międzynarodowy Fundusz Walutowy i Bank Światowy.
- 1949 – W wyniku walk niepodległościowych w Holenderskich Indiach Wschodnich w amsterdamskim pałacu królewskim Królowa Holandii Juliana formalnie przyznała suwerenność Indonezji i stanęła na czele Unii Holendersko-Indonezyjskiej.
- 1950 – Założono japoński koncern radiowo-telewizyjny Mainichi Broadcasting System z siedzibą w Osace.
- 1951 – Dokonano oblotu amerykańskiego odrzutowego samolotu pokładowego North American FJ Fury.
- 1953 – W Atenach uruchomiono komunikację trolejbusową.
- 1956 – W Leningradzie odbyła się premiera baletu Spartakus z muzyką Arama Chaczaturiana.
- 1966 – W wyniku uderzenia pociągu osobowego w cysternę z olejem opałowym, która utknęła na przejeździe w Everett w amerykańskim stanie Massachusetts, zginęło w płomieniach 12 osób, a 20 odniosło obrażenia.
- 1968:
  - Należący do North Central Airlines(inne języki) Convair CV-240 uderzył w hangar podczas lądowania na lotnisku Chicago-O’Hare, w wyniku czego zginęło 28 osób (w tym jedna na ziemi), a 24 (w tym 6 na ziemi) zostały ranne.
  - Zakończyła się załogowa misja kosmiczna Apollo 8.
- 1972:
  - Weszła w życie nowa konstytucja Korei Północnej.
  - Wszedł do służby radziecki okręt podwodny z napędem jądrowym K-279(inne języki), pierwsza jednostka projektu 667B.
- 1974 – Otwarto Stadion Torpiedo w rosyjskim Togliatti.
- 1975:
  - 372 górników zginęło w katastrofie w kopalni węgla kamiennego w Chasnala(inne języki) w indyjskim stanie Jharkhand.
  - Papież Paweł VI wezwał Izrael do uznania praw Palestyńczyków.
- 1976 – Anton Buttigieg został prezydentem Malty.
- 1978:
  - Król Jan Karol I podpisał pierwszą demokratyczną konstytucję Hiszpanii.
  - Otwarto pierwszy odcinek kolei transgabońskiej.
  - Rabah Bitat został prezydentem Algierii.
- 1979:
  - Radzieckie oddziały specjalne opanowały pałac prezydencki w Kabulu (operacja „Sztorm-333”).
  - We włoskiej miejscowości Cortina d’Ampezzo odbył się pierwszy w historii konkurs Pucharu Świata w skokach narciarskich. Zwyciężył Austriak Toni Innauer.
- 1983 – Papież Jan Paweł II spotkał się w więzieniu z Ali Ağcą.
- 1985 – W atakach terrorystycznych organizacji Abu Nidala na lotniska w Rzymie i Wiedniu zginęło 18 osób, a 100 zostało rannych.
- 1989 – Egipt i Syria po 12 latach przywróciły stosunki dyplomatyczne.
- 1991:
  - 25 sekund po starcie z podsztokholmskiego lotniska Arlanda w rejs do Kopenhagi zapaliły się i wyłączyły oba silniki należącego do Scandinavian Airlines samolotu McDonnell Douglas MD-81. Maszyna rozbiła się na leśnej polanie 15 km od lotniska. Nikt ze 129 osób na pokładzie nie zginął.
  - Carlos Correia został premierem Gwinei Bissau.
  - Premiera amerykańskiego filmu Smażone zielone pomidory w reżyserii Jona Avneta.
- 1993 – Na wschodnim wybrzeżu Australii wybuchł pożar buszu.
- 1995:
  - Marek Kamiński jako pierwszy Polak zdobył biegun południowy.
  - Premiera amerykańskiego filmu SF 12 małp w reżyserii Terry’ego Gilliama.
- 2000 – Premiera amerykańsko-niemieckiego filmu Traffic w reżyserii Stevena Soderbergha.
- 2002:
  - 5 osadników zginęło, a 5 zostało rannych w ataku terrorystycznym na szkołę rabinacką w osiedlu Otniel pod Hebronem w Izraelu.
  - 72 osoby zginęły, a ponad 200 zostało rannych w zamachu bombowym dokonanym na siedzibę rosyjskiej administracji w stolicy Czeczenii Groznym.
  - Sekta raelian poinformowała o rzekomych narodzinach pierwszego sklonowanego człowieka – dziewczynki o imieniu Eve.
  - Mwai Kibaki wygrał w I turze wybory prezydenckie w Kenii.
- 2004 – Do Ziemi dotarło promieniowanie pochodzące z ogromnej eksplozji na powierzchni gwiazdy neutronowej SGR 1806-20 oddalonej o 50 tys. lat świetlnych.
- 2006 – Z kosmodromu w Bajkonurze wystrzelono europejskiego satelitę COROT, przeznaczonego do wyszukiwania planet pozasłonecznych.
- 2007:
  - Ubiegający się o reelekcję prezydent Kenii Mwai Kibaki został wybrany na II kadencję.
  - W Rawalpindi zginęła w zamachu była dwukrotna premier Pakistanu i ponowna kandydatka na to stanowisko Benazir Bhutto.
- 2008 – Izrael rozpoczął serię nalotów w ramach operacji „Płynny Ołów” na Strefę Gazy. Zginęło 225-292 Palestyńczyków osób, a ponad 1000 zostało rannych.
- 2009 – W I turze wyborów prezydenckich w Chorwacji zwyciężył Ivo Josipović (32,42%), wyprzedzając Milana Bandicia (14,83%).
- 2013:
  - Wojna domowa w Syrii: w zasadzce sił rządowych w górach na północ od Damaszku zginęło 65 islamistów, a 20 zostało rannych.
  - W wyniku wybuchu samochodu-pułapki w Bejrucie zginęło 6 osób, a 71 zostało rannych. Wśród zabitych był były libański minister finansów Muhammad Szatah.
- 2014 – Andriej Kobiakow został premierem Białorusi, po usunięciu ze stanowiska Michaiła Miasnikowicza.
- 2019 – Krótko po starcie z lotniska Ałmaty w rejs do Nur-Sułtanu rozbił się Fokker 100 kazachskich linii Bek Air. Spośród 93 pasażerów i 5 członków załogi zginęło 13 osób, a 66 osób zostało rannych.
- 2021 – Siaosi Sovaleni został premierem Tonga.

## Urodzili się
- 1350 – Jan I Myśliwy, król Aragonii (zm. 1396)
- 1390 – Anna Mortimer, angielska arystokratka (zm. 1411)
- 1459 – Jan I Olbracht, król Polski (zm. 1501)
- 1481 – Kazimierz Hohenzollern, margrabia brandenburski na Bayreuth (zm. 1527)
- 1525 – Giovanni Pierluigi da Palestrina, włoski kompozytor (zm. 1594)
- 1532:
  - Joanna de Lestonnac, francuska zakonnica, święta (zm. 1640)
  - Jan de Ribera, hiszpański duchowny katolicki (zm. 1611)
- 1566 – Jan Jessenius, słowacki lekarz, filozof (zm. 1621)
- 1584 – Filip Juliusz, książę wołogoski i bardowsko-nowopolski (zm. 1625)
- 1592 – Jan Innocenty Petrycy, polski lekarz, balneolog, pisarz medyczny, historyk, historiograf, pedagog (zm. 1641)
- 1595 – Bohdan Chmielnicki, hetman kozacki (zm. 1657)
- 1622 – Teofil Rutka, polski jezuita, filozof, retor, polemista, tłumacz, misjonarz (zm. 1700)
- 1654 – Jakob Bernoulli, szwajcarski matematyk (zm. 1705)
- 1660 – Weronika Giuliani, włoska klaryska kapucynka, mistyczka, stygmatyczka, święta (zm. 1727)
- 1663 – Johann Melchior Roos, niemiecki malarz (zm. 1731)
- 1678 – Franciszek Ignacy Wysocki, polski duchowny katolicki, biskup pomocniczy-nominat chełmiński (zm. 1728)
- 1714 – George Whitefield, brytyjski duchowny anglikański, kaznodzieja (zm. 1770)
- 1716 – Leonardo Ximenes, włoski jezuita, astronom, inżynier, geograf (zm. 1786)
- 1727 – Arthur Murphy(inne języki), irlandzki pisarz (zm. 1805)
- 1737 – Józef Pignatelli, hiszpański jezuita, święty (zm. 1811)
- 1747 – Richard Luke Concanen, irlandzki duchowny katolicki, dominikanin, biskup Nowego Jorku (zm. 1810)
- 1755 – Antoni Dobry, król Saksonii (zm. 1836)
- 1757 – Stefan (Stratimirović), serbski biskup prawosławny (zm. 1836)
- 1759 – Jan Antoni de Potoczki, polski duchowny katolicki, biskup przemyski, teolog, wykładowca akademicki pochodzenia ormiańskiego (zm. 1832)
- 1761:
  - Michaił Barclay de Tolly, rosyjski generał-feldmarszałek pochodzenia szkockiego (zm. 1818)
  - Wilhelm Fryderyk, książę Wirtembergii, minister wojny (zm. 1830)
- 1771:
  - Marc Dax, francuski neurolog (zm. 1837)
  - William Johnson, amerykański prawnik (zm. 1834)
- 1773 – George Cayley, brytyjski inżynier, pionier lotnictwa (zm. 1857)
- 1777 – August Ludwig von Nostitz, pruski graf, generał (zm. 1866)
- 1792:
  - Granville Somerset, brytyjski arystokrata, polityk (zm. 1848)
  - Pietro Zorutti(inne języki), włoski poeta (zm. 1867)
- 1794 – Christian Albrecht Bluhme(inne języki), duński polityk, premier Danii (zm. 1866)
- 1797 – Mirza Ghalib, indyjski poeta (zm. 1869)
- 1798 – Nikołaj Protasow, rosyjski generał kawalerii, oberprokurator Świątobliwego Synodu Rządzącego (zm. 1855)
- 1800 – John Goss, brytyjski kompozytor, organista (zm. 1880)
- 1802 – Thomas Fearnley, norweski malarz (zm. 1842)
- 1804 – Franciszek Maria z Camporosso, włoski kapucyn, święty (zm. 1866)
- 1805 – Jan Sikorski, polski malarz (zm. 1887)
- 1806 – Ramón Cabrera y Griñó, hiszpański generał, polityk (zm. 1877)
- 1814 – Jan Koźmian, polski publicysta, działacz społeczny (zm. 1877)
- 1817 – Florian Ziemiałkowski, polski prawnik, działacz niepodległościowy, polityk, prezydent Lwowa (zm. 1900)
- 1819 – Hugh Cairns, brytyjski arystokrata, prawnik, polityk (zm. 1885)
- 1820 – Ignaz Reimann, niemiecki organista, pedagog (zm. 1885)
- 1822:
  - Heinrich von Bamberger, austriacki patolog (zm. 1888)
  - Jean Brunet, francuski poeta (zm. 1894)
  - Louis Pasteur, francuski mikrobiolog, chemik (zm. 1895)
- 1823 – Karl Johann Neumann, niemiecki geograf, historyk (zm. 1880)
- 1824 – Mackenzie Bowell, kanadyjski polityk, premier Kanady (zm. 1917)
- 1827 – Jan Stanisław Mieroszewski, polski pisarz, polityk (zm. 1900)
- 1828:
  - Leopold Berkiewicz, polski astronom, encyklopedysta (zm. 1898)
  - Barnim Grüneberg, niemiecki organmistrz (zm. 1907)
- 1829 – Hector Leroux, francuski malarz (zm. 1900)
- 1832 – Pawieł Trietjakow, rosyjski kolekcjoner, mecenas sztuki (zm. 1898)
- 1833 – Heinrich Rickert, niemiecki polityk (zm. 1902)
- 1836:
  - Beniamino Cavicchioni, włoski kardynał, nuncjusz apostolski (zm. 1911)
  - Walery Antoni Wróblewski, polski działacz rewolucyjno-demokratyczny, związkowiec, uczestnik powstania styczniowego i Komuny Paryskiej (zm. 1908)
- 1842 – Siegmund Mayer, niemiecki fizjolog, histolog (zm. 1910)
- 1847 – Donato Maria Dell’Olio, włoski duchowny katolicki, arcybiskup Benewentu, kardynał (zm. 1902)
- 1849:
  - Alicja Burbon-Parmeńska, wielka księżna Toskanii (zm. 1935)
  - Manuel Pando, boliwijski generał, polityk, prezydent Boliwii (zm. 1917)
- 1851:
  - Max Judd, polsko-amerykański szachista pochodzenia żydowskiego (zm. 1917)
  - Jan Ligoń, górnośląski działacz społeczno-kulturalny, prozaik, poeta (zm. 1917)
- 1856:
  - Johannes Boese, niemiecki rzeźbiarz, pedagog (zm. 1917)
  - André Gedalge, francuski kompozytor, pedagog (zm. 1926)
- 1858 – Juan Luis Sanfuentes, chilijski polityk, prezydent Chile (zm. 1930)
- 1859 – Vicente March(inne języki), hiszpański malarz (zm. 1927)
- 1860:
  - David Hendricks Bergey, amerykański lekarz, bakteriolog (zm. 1937)
  - Karel Kramář, czeski polityk, pierwszy premier Czechosłowacji (zm. 1937)
- 1861 – Nadieżda Łamanowa, rosyjska projektantka mody, kostiumografka (zm. 1941)
- 1862 – Grace Ellery Channing, amerykańska poetka, pisarka (zm. 1937)
- 1864 – Franciszka Lipska, polska działaczka ruchu robotniczego (zm. 1944)
- 1866 – Jan Wacław Machajski, polski anarchista (zm. 1926)
- 1867:
  - Səməd ağa Ağamalıoğlu, azerski i radziecki polityk (zm. 1930)
  - Léon Delacroix, belgijski polityk, premier Belgii (zm. 1929)
- 1868:
  - Edward Flatau, polski neurolog, psychiatra pochodzenia żydowskiego (zm. 1932)
  - Ferdynand Karol, arcyksiążę austriacki (zm. 1915)
  - William Quash, brytyjski wszechstronny sportowiec (zm. 1938)
- 1870:
  - Adolf Gancwol-Ganiewski, polski fotograf, działacz społeczny pochodzenia żydowskiego (zm. 1942)
  - Alain Guynot de Boismenu, francuski duchowny katolicki, misjonarz, wikariusz generalny Nowej Gwinei/Papui, czcigodny Sługa Boży (zm. 1953)
  - Teodora Męczkowska, polska nauczycielka, feministka (zm. 1954)
- 1872 – Sigmund Livingston, amerykański prawnik pochodzenia niemiecko-żydowskiego (zm. 1946)
- 1875:
  - Karl Malmström, szwedzki skoczek do wody (zm. 1938)
  - Sisowath Monivong, król Kambodży (zm. 1941)
  - Maria Trąmpczyńska, polska śpiewaczka, pedagog (zm. 1967)
- 1876 – Borys (Szypulin), rosyjski biskup prawosławny (zm. 1938)
- 1877 – Mojżesz Tovini, włoski duchowny katolicki, błogosławiony (zm. 1930)
- 1878:
  - Gino Giacomini, sanmaryński polityk (zm. 1962)
  - Leonard Glabisz, polski ekonomista, wykładowca akademicki (zm. 1951)
- 1879:
  - Julio Castro, hiszpański strzelec sportowy (zm. 1936)
  - Sydney Greenstreet, brytyjski aktor (zm. 1954)
  - Bunk Johnson, amerykański muzyk jazzowy (zm. 1949)
- 1880 – Antoni Łukasiewicz, polski podpułkownik (zm. 1940)
- 1881:
  - Maria Teresa Fasce, włoska augustianka, błogosławiona (zm. 1947)
  - António Granjo, portugalski adwokat, polityk, premier Portugalii (zm. 1921)
  - Ludwik Wrzoł, polski duchowny katolicki, patrolog, tłumacz (zm. 1940)
- 1882 – Alexander Rueb, holenderski prawnik, dyplomata, szachista, działacz szachowy (zm. 1959)
- 1883 – Tomasz Rzeszutko, polski fryzjer, perukarz, charakteryzator teatralny (zm. 1952)
- 1884:
  - Pierpont Davis, amerykański żeglarz sportowy (zm. 1953)
  - Władysław Kosydarski, polski inżynier, działacz ludowy, polityk, poseł na Sejm RP (zm. 1954)
  - William McKie, brytyjski zapaśnik (zm. 1956)
- 1885:
  - Iwan Buresz, bułgarski zoolog, entomolog, wykładowca akademicki (zm. 1980)
  - Józef Jałowy, polski duchowny katolicki, teolog, działacz społeczny (zm. 1954)
  - Pawieł Szmakow, rosyjski radioelektryk, elektronik (zm. 1982)
- 1886 – Karol Borowski, polski aktor, reżyser teatralny, kierownik artystyczny, dyrektor teatru (zm. 1968)
- 1887 – Karol Masny, polski generał brygady (zm. 1968)
- 1888:
  - Tito Schipa, włoski śpiewak operowy (tenor) (zm. 1965)
  - Jaroslav Vojta, czeski aktor (zm. 1970)
- 1890 – William Davies, walijski rugbysta (zm. 1967)
- 1891:
  - Jan Drzewoski, polski kompozytor, organista (zm. 1989)
  - Aleksander Ładoś, polski dyplomata, polityk (zm. 1963)
- 1892 – Hans Jordan, niemiecki generał piechoty (zm. 1975)
- 1893:
  - Primo Gibelli, włoski pilot doświadczalny (zm. 1936)
  - Daniił Pawluczenko, radziecki polityk (zm. 1967)
- 1894:
  - Paul Costello, amerykański wioślarz (zm. 1986)
  - Mieczysław Grydzewski, polski historyk, felietonista pochodzenia żydowskiego (zm. 1970)
- 1895 – Władysław Frączek, polski pułkownik dyplomowany piechoty (zm. 1969)
- 1896:
  - Victor Cazalet, brytyjski oficer, polityk (zm. 1943)
  - Maurice De Waele, belgijski kolarz szosowy (zm. 1952)
  - Carl Zuckmayer, niemiecki pisarz (zm. 1977)
- 1897:
  - Paweł Akimow, polsko-rosyjski żołnierz, piłkarz, bramkarz (zm. 1972)
  - Emil Merz, polski adwokat, funkcjonariusz MBP, sędzia Sądu Najwyższego pochodzenia żydowskiego (zm. 1972)
  - Jan Szklarek, polski major kawalerii, żołnierz ZWZ-AK, NOW i NZW (zm. 1947)
  - Carl O. Wegner, amerykański prawnik, polityk (zm. 1986)
  - Michał (Woskriesienski), rosyjski biskup prawosławny (zm. 1976)
- 1898:
  - Inejirō Asanuma, japoński polityk (zm. 1960)
  - Kazimierz Kaden (junior), polski balneolog (zm. 1985)
  - Stanisław Nakoniecznikoff-Klukowski, polski pułkownik, komendant główny NSZ (zm. 1944)
- 1899:
  - Jewgienij Czerwiakow, rosyjski aktor, reżyser filmowy (zm. 1942)
  - Oskar Rudolf Dengel, niemiecki prawnik, funkcjonariusz i zbrodniarz nazistowski (zm. 1964)
  - Giorgi Leonidze, gruziński poeta, prozaik, literaturoznawca (zm. 1966)
  - Lasgush Poradeci, albański poeta, tłumacz (zm. 1987)
  - August Suzin, polski śpiewak operowy (tenor) (zm. 1932)
- 1900:
  - Szymon Ferszterowski, polski działacz komunistyczny (zm. 1965)
  - Pierre-Jean Launay, francuski pisarz, dziennikarz (zm. 1982)
  - Hans Stuck, austriacki i niemiecki kierowca wyścigowy (zm. 1978)
- 1901:
  - Marlene Dietrich, niemiecko-amerykańska aktorka, piosenkarka (zm. 1992)
  - Jan Gawlas, polski kompozytor (zm. 1965)
  - Stanley William Hayter, brytyjski malarz, grafik, rysownik (zm. 1988)
  - Władysław Wolski, polski polityk, poseł do KRN i na Sejm Ustawodawczy, minister administracji publicznej (zm. 1976)
- 1903:
  - Bogdan Suchodolski, polski filozof, historyk nauki i kultury, wykładowca akademicki, polityk, poseł na Sejm PRL (zm. 1992)
  - Hermann Volk, niemiecki duchowny katolicki, biskup Moguncji, kardynał (zm. 1988)
- 1904 – Halina Evert-Kappesowa, polska historyk, bizantynolog (zm. 1985)
- 1905:
  - Antonio Brivio, włoski kierowca wyścigowy (zm. 1995)
  - Paul Krause, niemiecki polityk (zm. 1950)
  - Zinniat Muratow, radziecki i tatarski polityk (zm. 1988)
- 1906:
  - Andreas Feininger, amerykański fotograf pochodzenia niemieckiego (zm. 1999)
  - Erwin Geschonneck, niemiecki aktor (zm. 2008)
  - Oscar Levant, amerykański aktor, pianista, kompozytor pochodzenia żydowskiego (zm. 1972)
  - Aniel Sudakiewicz, rosyjska aktorka (zm. 2002)
- 1907 – Nikołaj Trubieckoj, rosyjski emigracyjny duchowny, działacz i publicysta prawosławny (zm. 1978)
- 1908:
  - Zdzisław Goliński, polski duchowny katolicki, biskup pomocniczy lubelski, biskup częstochowski (zm. 1963)
  - Wasilij Margiełow, radziecki generał (zm. 1990)
- 1909:
  - Henryk Jabłoński, polski historyk, wykładowca akademicki, polityk, poseł na Sejm PRL, minister oświaty i szkolnictwa wyższego, przewodniczący Rady Państwa PRL (zm. 2003)
  - Jan Pazdur, polski historyk techniki, archiwista (zm. 2001)
- 1910:
  - Stiepan Chitrow, radziecki polityk (zm. 1999)
  - Gieorgij Gause, rosyjski biolog, mikrobiolog (zm. 1986)
- 1913:
  - Szczepan Pieniążek, polski sadownik (zm. 2008)
  - Serafim Żeleźniakowicz, polski duchowny prawosławny (zm. 2004)
- 1914 – Bolesław Kobrzyński, polski poeta (zm. 1986)
- 1915:
  - William Masters, amerykański ginekolog, seksuolog (zm. 2001)
  - Gyula Zsengellér, węgierski piłkarz, trener (zm. 1999)
- 1916 – Stanisław Andrzejewski, polski piłkarz, bramkarz (zm. 1997)
- 1917:
  - Irena Hausmanowa-Petrusewicz, polska neurolog (zm. 2015)
  - Zhang Peilin, chiński fizyk, metalurg (zm. 2005)
  - Margot Woelk, niemiecka testerka posiłków przyrządzanych dla Adolfa Hitlera (zm. 2014)
- 1918:
  - Willy Breinholst, duński pisarz, scenarzysta filmowy (zm. 2009)
  - Witalij Fiedorczuk, radziecki generał armii, polityk, szef KGB (zm. 2008)
  - Paul Gilbert, amerykański aktor, konferansjer, muzyk, akrobata (zm. 1976)
  - Milton Rokeach, amerykański psycholog społeczny pochodzenia żydowskiego (zm. 1988)
- 1919:
  - Siergiej Kisielow, radziecki pilot wojskowy, as myśliwski (zm. 1945)
  - Artiom Faljan, ormiański piłkarz, trener (zm. 1977)
  - Galina Makarowa, białoruska aktorka (zm. 1993)
  - Charles Sweeney, amerykański generał pilot (zm. 2004)
  - Ludmyła Niwina, ukraińska architekt (zm. 2015)
- 1920:
  - Jan Niewiński, polski żołnierz AK, pułkownik MSW (zm. 2015)
  - Jiří Sovák, czeski aktor (zm. 2000)
  - Jan Stoltmann, polski kleryk katolicki, Sługa Boży (zm. 1941)
  - Robert Whittaker, amerykański botanik, ekolog, klimatolog (zm. 1980)
- 1921:
  - Muhammad Musa, egipski zapaśnik
  - Jan Śliwiński, polski generał dywizji (zm. 2009)
- 1922:
  - Edward Duda, polski dziennikarz, polityk, poseł na Sejm PRL (zm. 1993)
  - Dwight Eddleman, amerykański koszykarz, lekkoatleta, skoczek wzwyż (zm. 2001)
  - Jan Kulpiński, polski górnik, polityk, minister górnictwa i energetyki (zm. 1991)
- 1923:
  - Wojciech Bartel, polski historyk prawa, wykładowca akademicki (zm. 1992)
  - Jan Sośnicki, polski generał brygady (zm. 1997)
  - Tadeusz Ulma, polski fizyk, wykładowca akademicki, działacz opozycji antykomunistycznej, polityk, senator RP (zm. 1996)
- 1924:
  - Jean Bartik, amerykańska matematyczka, programistka (zm. 2011)
  - Gustaw Hławiczka, czeski muzyk, dyrygent, działacz religijny pochodzenia polskiego (zm. 2007)
  - Jan Sokołowski, polski działacz partyjny i państwowy (zm. 2018)
- 1925:
  - Mosze Arens, izraelski naukowiec, polityk, dyplomata (zm. 2019)
  - Martha Boto, argentyńska rzeźbiarka, pionierka sztuki kinetycznej (zm. 2004)
  - Václav Machek, czeski kolarz torowy (zm. 2017)
  - Michel Piccoli, francuski aktor pochodzenia włoskiego (zm. 2020)
  - Heinz Ulzheimer, niemiecki lekkoatleta, sprinter i średniodystansowiec (zm. 2016)
- 1926:
  - Rodrigo Carazo Odio, kostarykański ekonomista, polityk, prezydent Kostaryki (zm. 2009)
  - Jerzy Rzedowski, polsko-meksykański botanik, wykładowca akademicki (zm. 2023)
- 1927:
  - Franz Hölbl, austriacki sztangista (zm. 1976)
  - Marian Kruczek, polski malarz, grafik, rzeźbiarz (zm. 1983)
  - Abd al-Al Raszid, egipski zapaśnik
  - Matthias Yu Chengxin, chiński duchowny katolicki, biskup koadiutor Hanzhong (zm. 2017)
- 1928 – Tadeusz Ulma, polski fizyk, polityk, senator RP (zm. 1996)
- 1929 – Rüdiger Hitzigrath, niemiecki samorządowiec, polityk (zm. 2017)
- 1930:
  - Lamara Czkonia, gruzińska śpiewaczka operowa (sopran) (zm. 2024)
  - Meg Greenfield, amerykańska dziennikarka (zm. 1999)
  - Irena Hrehorowicz, polska aktorka (zm. 1980)
  - Marshall Sahlins, amerykański antropolog kulturowy, wykładowca akademicki (zm. 2021)
- 1931:
  - Jan Brenner, węgierski duchowny katolicki, męczennik, błogosławiony (zm. 1957)
  - John Charles, walijski piłkarz (zm. 2004)
  - Tommy Lapid, izraelski dziennikarz, polityk (zm. 2008)
  - Lê Khả Phiêu, wietnamski polityk komunistyczny (zm. 2020)
  - Scotty Moore, amerykański gitarzysta rock’n’rollowy (zm. 2016)
  - Jan Zych, polski poeta, tłumacz (zm. 1995)
- 1932:
  - Fritz Klein, amerykański psychiatra, seksuolog pochodzenia żydowskiego (zm. 2006)
  - Jerzy Woźniak, polski piłkarz, trener (zm. 2011)
- 1933:
  - Mihály Mayer, węgierski piłkarz wodny, trener (zm. 2000)
  - José Sasía, urugwajski piłkarz, trener (zm. 1996)
- 1934:
  - Łarysa Łatynina, ukraińska gimnastyczka
  - Juan Romero, paragwajski piłkarz, trener (zm. 2009)
  - Nikołaj Sliczenko, rosyjski aktor, piosenkarz (zm. 2021)
  - Wanja Wojnowa, bułgarska koszykarka (zm. 1993)
- 1935 – Piotr Eberhardt, polski geograf, wykładowca akademicki (zm. 2020)
- 1936:
  - Carlos Blixen, urugwajski koszykarz (zm. 2022)
  - José Pérez Francés, hiszpański kolarz szosowy (zm. 2021)
  - Miguel Trovoada, saotomejski polityk, premier i prezydent Wysp Świętego Tomasza i Książęcej
- 1937:
  - Oskar Stanisław Czarnik, polski literaturoznawca
  - Dale Russell, kanadyjski geolog, paleontolog (zm. 2019)
  - Adnan Szachbułatow, czeczeński muzyk, kompozytor (zm. 1992)
- 1938:
  - Jan Chłosta, polski publicysta, krytyk literacki
  - Walentina Prudskowa, rosyjska florecistka (zm. 2020)
  - Rolf Wolfshohl, niemiecki kolarz szosowy, torowy i przełajowy (zm. 2024)
- 1939:
  - John Amos, amerykański aktor (zm. 2024)
  - Olav Jordet, norweski biathlonista
  - Andrew Parker Bowles, brytyjski wojskowy
  - Helmut Jan Sobeczko, polski duchowny katolicki, teolog, liturgista (zm. 2021)
- 1940:
  - Willi Görlach, niemiecki polityk, eurodeputowany
  - Willi Hofmann, szwajcarski bobsleista
  - Władimir Komarow, rosyjski kompozytor muzyki filmowej
  - Natan Tenenbaum, polski satyryk, poeta, autor tekstów scenicznych pochodzenia żydowskiego (zm. 2016)
- 1941:
  - Adam Kaczor, polski lekkoatleta, sprinter, trener
  - Michael Pinder, brytyjski muzyk, wokalista, członek zespołu The Moody Blues (zm. 2024)
  - Younoussi Touré, malijski ekonomista, bankier, polityk, premier Mali (zm. 2022)
- 1942:
  - Cock van der Hulst, holenderski kolarz szosowy i przełajowy
  - Ronald Langacker, amerykański językoznawca
  - Thomas Menino, amerykański polityk, burmistrz Bostonu (zm. 2014)
  - Claus Schiprowski, niemiecki lekkoatleta, tyczkarz
- 1943:
  - Georges Bou-Jaoudé, libański duchowny maronicki, arcybiskup Trypolisu (zm. 2022)
  - Laurent Chu Văn Minh, wietnamski duchowny katolicki, biskup pomocniczy Hanoi (zm. 2025)
  - Samuel Hinds, gujański polityk, premier i prezydent Gujany
  - Peter Sinfield, brytyjski poeta, autor tekstów piosenek, producent muzyczny (zm. 2024)
  - Jean Zerbo, malijski duchowny katolicki, arcybiskup Bamako
- 1944:
  - Bob Brown, australijski polityk
  - Mick Jones, brytyjski muzyk, wokalista, kompozytor członek zespołu Foreigner
  - Ivan Milat, australijski seryjny morderca pochodzenia chorwackego (zm. 2019)
- 1945:
  - María Elena Flores Valencia, hiszpańska politolog, wykładowczyni akademicka, polityk, senator i eurodeputowana
  - Tor Berger Jørgensen, norweski duchowny luterański, biskup Sør-Hålogaland, teolog, misjonarz
  - Marek Trzeciakowski, polski elektronik, fotograf, alpinista, grotołaz (zm. 2021)
- 1946:
  - Rich Jones, amerykański koszykarz
  - Lenny Kaye, amerykański gitarzysta, kompozytor
  - Joe Kinnear, irlandzki piłkarz, trener (zm. 2024)
  - Maciej Parowski, polski pisarz, krytyk i wydawca fantastyki naukowej (zm. 2019)
- 1947:
  - Paweł Chynowski, polski filolog, teatrolog, baletolog
  - Uba Kembo Kembo, kongijski piłkarz (zm. 2007)
  - Kjeld Kirk Kristiansen, duński miliarder
  - Mariella Mehr, szwajcarska poetka, pisarka, dziennikarka (zm. 2022)
  - Willy Polleunis, belgijski lekkoatleta, długodystansowiec
- 1948:
  - Klaas Balk, holenderski kolarz torowy i szosowy
  - Martin Birch, brytyjski producent muzyczny (zm. 2020)
  - Olivier Blanchard, francuski ekonomista
  - Gérard Depardieu, francuski aktor, producent i reżyser filmowy
  - Janusz Płaczek, polski trener piłkarski
  - Peter Soulsby, brytyjski polityk
- 1949:
  - Juan Cáceres, peruwiański piłkarz, bramkarz
  - Klaus Fischer, niemiecki piłkarz, trener
  - Johannes Pujasumarta, indonezyjski duchowny katolicki, biskup Bandung, arcybiskup Semarang (zm. 2015)
- 1950:
  - Charis Aleksiu, grecka piosenkarka
  - Roberto Bettega, włoski piłkarz
  - Nadieżda Biesfamilna, rosyjska lekkoatletka, sprinterka
  - Terry Bozzio, amerykański kompozytor, muzyk, wokalista pochodzenia włoskiego
  - Ewa Kołodziejek, polska językoznawczyni
  - Serafin (Stergiulis), grecki biskup prawosławny
  - Giampaolo Vettolani, włoski astrofizyk
- 1951:
  - Jan Chmielewski, polski polityk, poseł na Sejm RP
  - Henryk Halkowski, polski historyk, publicysta, tłumacz (zm. 2009)
  - Zdzisław Jaskuła, polski prozaik, poeta (zm. 2015)
  - Ernesto Zedillo Ponce de León, meksykański polityk, prezydent Meksyku
- 1952:
  - Tovah Feldshuh, amerykańska aktorka, piosenkarka, dramatopusarka pochodzenia żydowskiego
  - David Knopfler, brytyjski gitarzysta, wokalista, członek zespołu Dire Straits
  - John Alphonsus Ryan, irlandzki duchowny katolicki, biskup Mzuzu w Malawi
- 1953:
  - Jan Kilian, polski przedsiębiorca, polityk, poseł na Sejm RP (zm. 2020)
  - Walter Pohl, austriacki historyk, mediewista
  - Pedro Sanz, hiszpański nauczyciel, polityk
  - Hans Jörg Schelling, austriacki ekonomista, przedsiębiorca, polityk
- 1954:
  - Kent Benson, amerykański koszykarz
  - Novella Calligaris, włoska pływaczka
  - Ullrich Dießner, niemiecki wioślarz
- 1955:
  - Rumen Christow, bułgarski ekonomista, polityk
  - Miguel Gallardo, hiszpański rysownik, autor komiksów (zm. 2022)
  - Janusz A. Majcherek, polski filozof i socjolog kultury, publicysta, wykładowca akademicki
  - Brad Murphey, australijsko-amerykański kierowca wyścigowy
- 1956:
  - Andrzej Ciereszko, polski profesor nauk biologicznych i rolniczych
  - Doina Melinte, rumuńska lekkoatletka, biegaczka średniodystansowa
- 1957:
  - Pipino Cuevas, meksykański bokser
  - Cezary Nowak, polski aktor, reżyser dubbingu
  - Conrad Robertson, nowozelandzki wioślarz
  - Tadeusz Sawicki, polski nauczyciel, samorządowiec, prezydent Przemyśla (zm. 2000)
  - Dane Witherspoon, amerykański aktor (zm. 2014)
  - Tim Witherspoon, amerykański bokser
- 1958:
  - Shahid Abbasi, pakistański przedsiębiorca, polityk
  - Barbara Crampton, amerykańska aktorka
  - Rita Kieber-Beck, liechtensteińska polityk
  - Eduardo Laing, honduraski piłkarz
  - Eugeniusz Minciel, polski malarz
  - Raymond Mommens, belgijski piłkarz, trener
  - Raset Ziatdinow, amerykański szachista, trener pochodzenia uzbeckiego
- 1959:
  - Lechosław Tomasz Putowski, polski ginekolog-położnik, profesor nauk medycznych
  - Jarosław Szlagowski, polski perkusista, członek zespołów Oddział Zamknięty i Lady Pank
- 1960:
  - Maryam d’Abo, brytyjska aktorka pochodzenia gruzińsko-holenderskiego
  - Jeff Fortenberry, amerykański polityk, kongresman
  - Martin Glover, brytyjski basista, producent muzyczny
  - Nermin Nikšić, bośniacki polityk, premier Bośni i Hercegowiny
  - Anton Rop, słoweński polityk, premier Słowenii
- 1961:
  - Tomi Poikolainen, fiński łucznik
  - Elżbieta Różycka-Przybylak, polska pianistka
  - Guido Westerwelle, niemiecki polityk (zm. 2016)
- 1962:
  - Joe Mantello, amerykański aktor, reżyser
  - Jan Michalski, polski przedsiębiorca, działacz sportowy, samorządowiec, polityk, senator RP
  - Torsten Rellensmann, niemiecki kolarz szosowy i torowy
  - Urszula Urbaniak, polska reżyserka i scenarzystka filmowa
- 1963:
  - Dżamal Mubarak, egipski polityk
  - Gaspar Noé, francuski aktor, operator, reżyser i scenarzysta filmowy pochodzenia argentyńskiego
- 1964:
  - Ian Gomez, amerykański aktor
  - Gary Muller, południowoafrykański tenisista
  - Jarosław Pięta, polski samorządowiec, polityk, poseł na Sejm RP
  - Marian Turowski, polski kolarz torowy
- 1965:
  - Salman Khan, indyjski aktor
  - Paul Okoku, nigeryjski piłkarz
- 1966:
  - Cezary Domarus, polski poeta, prozaik, muzyk
  - Masahiro Fukuda, japoński piłkarz
  - Bill Goldberg, amerykański futbolista, wrestler, aktor
  - Krzysztof Jaworski, polski poeta, prozaik, dramaturg, historyk literatury
  - Rafał Królikowski, polski aktor
  - Eva LaRue, amerykańska aktorka
  - Rafał Sisicki, polski reżyser, aktor
  - Dušan Tittel, słowacki piłkarz, trener
- 1967:
  - Brent Haygarth, południowoafrykański tenisista
  - Gregory B. Waldis, szwajcarski aktor
- 1968:
  - Scott Ainslie, brytyjski aktor, samorządowiec, polityk
  - Evariste Sob Dibo, iworyjski piłkarz
  - Lubomir Geraskow, bułgarski gimnastyk
  - Rune Olijnyk, norweski skoczek narciarski
  - Mirosław Rzepa, polski piłkarz
- 1969:
  - Jean-Christophe Boullion, francuski kierowca wyścigowy
  - Chyna, amerykańska wrestlerka, kulturystka (zm. 2016)
  - Linda Pétursdóttir, islandzka modelka, zdobywczyni tytułu Miss World
- 1970:
  - Wadim Bogijew, rosyjski zapaśnik
  - Agnès Evren, francuska działaczka samorządowa, polityk, eurodeputowana
  - Ishak Ali Moussa, algierski piłkarz
  - Naoko Yamazaki, japońska inżynier astronautka
- 1971:
  - Artur Andrus, polski dziennikarz, prezenter radiowy, poeta, autor tekstów piosenek, piosenkarz, artysta kabaretowy, konferansjer
  - Siergiej Bodrow, rosyjski aktor, reżyser, prezenter telewizyjny (zm. 2002)
  - Gérard Lopez, luksemburski przedsiębiorca
  - Sabine Spitz, niemiecka kolarka górska
  - Falko Zandstra, holenderski łyżwiarz szybki
- 1972:
  - Leonardo García, meksykański aktor
  - Husajn Sultani, algierski bokser (zm. 2002)
- 1973:
  - Steve Allen, australijski windsurfer
  - Dean Bernardini, amerykański basista, członek zespołu Chevelle
  - Tobias Billström, szwedzki polityk
  - Wilson Cruz, amerykański aktor
  - Merlene Frazer, jamajska lekkoatletka, sprinterka
  - Jelizawieta Kożewnikowa, rosyjska narciarka dowolna
  - Mehdi Paszazadeh, irański piłkarz
  - Mihails Ziziļevs, łotewski piłkarz
- 1974:
  - Didier Angan, iworyjski piłkarz
  - Leonid Czuczunow, rosyjski zapaśnik
  - Luc-Arsène Diamesso, kongijski piłkarz
  - Tomáš Janků, czeski lekkoatleta, skoczek wzwyż
  - Liu Chuang, chińska judoczka
  - Karolina Muszalak, polska aktorka
  - Masi Oka, japońsko-amerykański aktor
  - Fumiko Orikasa, japońska aktorka głosowa, piosenkarka
  - Jay Pandolfo, amerykański hokeista, trener
  - Julia Stinshoff, niemiecka aktorka
- 1975:
  - Aurélien Bekogo, gaboński piłkarz
  - Aigars Fadejevs, łotewski lekkoatleta, chodziarz (zm. 2024)
  - Tchiressoua Guel, iworyjski piłkarz
  - Martin Nash, kanadyjski piłkarz
  - Heather O’Rourke, amerykańska aktorka (zm. 1988)
  - Patrick Paauwe, holenderski piłkarz
  - Kjartan Sturluson, islandzki piłkarz, bramkarz
- 1976:
  - Rafał Dobrucki, polski żużlowiec
  - Annalisa Minetti, włoska lekkoatletka, piosenkarka
  - Piotr Morawski, polski himalaista (zm. 2009)
  - Daimí Pernía, kubańska lekkoatletka, płotkarka
  - Aaron Stanford, amerykański aktor
  - Curro Torres, hiszpański piłkarz narodowości katalońskiej
- 1977:
  - Joanna Banasik, polska aktorka, reżyserka teatralna
  - Vjačeslavs Dombrovskis, łotewski ekonomista, polityk pochodzenia rosyjskiego
  - Florence Ekpo-Umoh, nigeryjsko-niemiecka lekkoatletka, sprinterka
  - Ángel Ortiz, paragwajski piłkarz
  - Krasimir Stefanow, bułgarski siatkarz
  - Inge Vervotte, flamandzka i belgijska polityk
- 1978:
  - Antje Buschschulte, niemiecka pływaczka
  - Lisa Jakub, kanadyjsko-amerykańska aktorka
  - Jacek Kuźmiński, polski judoka
  - Andrea Sala, włoski siatkarz
  - Michał Stachyra, polski autor i wydawca gier
- 1979:
  - Mário Breška, słowacki piłkarz
  - Simone Collio, włoski lekkoatleta, sprinter
  - David Dunn, angielski piłkarz
- 1980:
  - Cesaro, szwajcarski wrestler
  - Alberto Fernández, hiszpański piłkarz
  - Cas Haley, amerykański gitarzysta, wokalista
  - Dahntay Jones, amerykański koszykarz
  - Radovan Pekár, słowacki piłkarz ręczny
  - Elizabeth Rodriguez, amerykańska aktorka pochodzenia portorykańskiego
- 1981:
  - Nikita Aleksiejew, rosyjski hokeista
  - Serhij Hryń, ukraiński wioślarz
  - Javine Hylton, brytyjska piosenkarka
  - Joanna Kaczor, polska lekkoatletka, biegaczka średniodystansowa
  - Jakub Oczko, polski siatkarz
  - Emilie de Ravin, australijska aktorka
  - Patrick Sharp, kanadyjski hokeista
  - Paweł Siezieniewski, polski siatkarz
- 1982:
  - Michael Bourn, amerykański baseballista
  - Giovanni Cernogoraz, chorwacki strzelec sportowy pochodzenia włoskiego
  - James Marburg, australijski wioślarz
  - Richarlyson, brazylijski piłkarz
  - Arkadiusz Siedlecki(inne języki), polski pisarz, publicysta, felietonista, dziennikarz
  - Terji Skibenæs, farerski gitarzysta, członek zespołu Týr
  - Stéphanie Viellevoye, luksemburska lekkoatletka, tyczkarka
- 1983:
  - Rafał Dobrowolski, polski łucznik
  - María Vanina García Sokol, argentyńska tenisistka
  - Cole Hamels, amerykański baseballista
  - Matúš Kozáčik, słowacki piłkarz, bramkarz
  - Merab Kwirikaszwili, gruziński rugbysta
  - Sa Dingding, chińska piosenkarka, autorka tekstów
  - Jesse Williams, amerykański lekkoatleta, skoczek wzwyż
  - Marco Zoro, iworyjski piłkarz
- 1984:
  - Mateusz Jachlewski, polski piłkarz ręczny
  - Andrejs Perepļotkins, łotewski piłkarz pochodzenia ukraińskiego
  - Gilles Simon, francuski tenisista
  - Jimmy Zakazaka, malawijski piłkarz
- 1985:
  - Logan Bailly, belgijski piłkarz, bramkarz
  - Paweł Buzała, polski piłkarz
  - Jérôme d’Ambrosio, belgijski kierowca wyścigowy
  - Jessica Harmon, kanadyjska aktorka
  - Daiki Itō, japoński skoczek narciarski
  - Telma Monteiro, portugalska judoczka
  - Yuka Nishida, japońska judoczka
  - Adil Rami, francuski piłkarz pochodzenia marokańskiego
  - Paul Stastny, kanadyjski hokeista pochodzenia słowackiego
  - Cristian Villagra, argentyński piłkarz
- 1986:
  - Sandra Auffarth, niemiecka jeźdźczyni sportowa
  - Torah Bright, australijska snowboardzistka
  - Shelly-Ann Fraser-Pryce, jamajska lekkoatletka, sprinterka
  - Jónas Tór Næs, farerski piłkarz
  - Marco Ritzberger, liechtensteiński piłkarz
- 1987:
  - Nina Burger, austriacka piłkarka
  - Elle Logan, amerykańska wioślarka
- 1988:
  - Joanna Budner, polska łyżwiarka figurowa
  - Tim Grohmann, niemiecki wioślarz
  - Rick Porcello, amerykański baseballista pochodzenia włoskiego
  - Hayley Williams, amerykańska wokalistka, członkini zespołu Paramore
  - Andrzej Wrona, polski siatkarz
- 1989:
  - Teteh Bangura, sierraleoński piłkarz
  - Iwona Cichosz, polska aktorka niezawodowa, tłumaczka polskiego języka migowego, działaczka społeczna
  - Josianne Cutajar, maltańska prawnik, działaczka samorządowa, polityk
  - Dżawid Gamzatow, rosyjski i białoruski zapaśnik
  - David King, amerykański futbolista
  - Kateryna Łahno, ukraińska szachistka
- 1990:
  - Kyle Clemons, amerykański lekkoatleta, sprinter
  - Tyler Duffey, amerykański baseballista
  - Jay Emmanuel-Thomas, angielski piłkarz
  - Jonathan Marchessault, kanadyjski hokeista
  - Milos Raonic, kanadyjski tenisista pochodzenia czarnogórskiego
  - Zelina Vega, amerykańska wrestlerka
- 1991:
  - Chloe Bridges, amerykańska aktorka
  - Iwona Szarzyńska, polska koszykarka
  - Abdou Rahman Dampha, gambijski piłkarz
  - Jimi Blue Ochsenknecht, niemiecki aktor, piosenkarz
  - Danny Wilson, szkocki piłkarz
- 1992:
  - Ryan Boatright, amerykański koszykarz
  - Pascal Eisele, niemiecki zapaśnik
  - Wanesa Kaładzinska, białoruska zapaśniczka
- 1993:
  - Naser Aliji, albański piłkarz
  - Olivia Cooke, brytyjska aktorka
  - Pierre-Yves Polomat, francuski piłkarz pochodzenia martynikańskiego
- 1995:
  - Timothée Chalamet, amerykański aktor pochodzenia francusko-żydowskiego
  - Przemysław Laskowski, polski futsalista
  - Alona Szamotina, ukraińska lekkoatletka, młociarka
- 1996:
  - Łukasz Frąckiewicz, polski koszykarz
  - Cedric Itten, szwajcarski piłkarz
  - Jean Patry, francuski siatkarz
- 1997:
  - Javier Concepción, kubański siatkarz
  - Ana Konjuh, chorwacka tenisistka
- 1998:
  - Muhammed Badamosi, gambijski piłkarz
  - Emani 22, amerykańska piosenkarka (zm. 2021)
  - Luka Garza, amerykański koszykarz pochodzenia bośniackiego
  - Josh Maja, nigeryjski piłkarz
- 1999 – Arman Andreasjan, ormiański zapaśnik
- 2000:
  - Noé Roth, szwajcarski narciarz dowolny
  - Agata Wasiluk, polska lekkoatletka, sprinterka
- 2001 – Lukas Märtens, niemiecki pływak
- 2002 – Octavian Popescu, rumuński piłkarz
- 2003 – Kazuki Iimura, japoński florecista
- 2004 – Jonasz Baum, polski szachista
- 2005 – Max Dahlin, szwedzki tenisista

## Zmarli
- 870 – Eneasz, biskup Paryża (ur. ?)
- 1004 – Nil z Rossano, grecki pustelnik, święty katolicki i prawosławny (ur. 910)
- 1065 – Ferdynand I Wielki, król Kastylii i Leónu (ur. ok. 1017)
- 1076 – Światosław II, wielki książę kijowski (ur. 1027)
- 1087 – Berta Sabaudzka, królowa i cesarzowa niemiecka (ur. 1051)
- 1320 – Macieja Nazzarei, włoska klaryska, błogosławiona (ur. 1235)
- 1428 – Jan, książę ziębicki (ur. ok. 1370)
- 1518 – Mahmud Szach, sułtan Dekanu (ur. ok. 1470)
- 1534:
  - Stanisław Kościelecki, polski szlachcic, polityk (ur. 1460)
  - Antonio da Sangallo (starszy), włoski architekt, budowniczy (ur. 1455)
- 1543 – Jerzy Hohenzollern-Ansbach, pan Bytomia, założyciel Tarnowskich Gór, książę raciborski (ur. 1484)
- 1545 – Jan Janusz Kościelecki, polski szlachcic, polityk (ur. 1490)
- 1562 – Joachim Podiebradowicz, książę ziębicki i oleśnicki, książę-biskup brandenburski, tytularny hrabia kłodzki (ur. 1503)
- 1585 – Pierre de Ronsard, francuski poeta (ur. 1524)
- 1607 – Jan Zemełka, polski lekarz, filozof, działacz społeczny (ur. 1539)
- 1614 – Bartosz Paprocki, polski heraldyk, prozaik, poeta, historyk, tłumacz (ur. ok. 1540)
- 1633 – Melecjusz Smotrycki, polski i ukraiński duchowny prawosławny, następnie unicki, pisarz (ur. ok. 1578)
- 1657 – Wojciech Gajewski, polski szlachcic, polityk (ur. ?)
- 1663 – Krystyna Maria Burbon, regentka Sabaudii (ur. 1606)
- 1707 – Jean Mabillon, francuski benedyktyn, historyk (ur. 1632)
- 1737 – Victor Marie d’Estrées, francuski admirał, marszałek Francji (ur. 1660)
- 1743 – Hyacinthe Rigaud, francuski malarz, portrecista (ur. 1659)
- 1756 – Peter Karl Christoph von Keith, pruski wojskowy (ur. 1711)
- 1771 – Henri Pitot, francuski inżynier, wynalazca, konstruktor (ur. 1695)
- 1782 – Henry Home, brytyjski arystokrata, filozof (ur. 1696)
- 1797 – (lub 28 grudnia) Léonard Duphot, francuski generał (ur. 1769)
- 1802 – Jens Juel, duński malarz (ur. 1745)
- 1813 – Gustaf Adolf Reuterholm, szwedzki arystokrata, polityk (ur. 1756)
- 1817 – Jean Baptiste Camille de Canclaux, francuski generał, par Francji (ur. 1740)
- 1827 – Feliks Jaroński, polski duchowny katolicki, teolog, filozof, kaznodzieja, pisarz (ur. 1777)
- 1830 – Kajetan Morykoni, polski pedagog (ur. 1774)
- 1832 – Emmanuel von Schimonsky, niemiecki duchowny katolicki, biskup wrocławski (ur. 1752)
- 1834 – Charles Lamb, brytyjski prozaik, poeta (ur. 1775)
- 1838 – Kazimierz Deczyński, polski działacz chłopski, uczestnik powstania listopadowego, pamiętnikarz (ur. 1800)
- 1841:
  - Andrzej Benedykt Kłągiewicz, polski duchowny katolicki, biskup wileński (ur. 1766)
  - Józef Wincenty Łańcucki, polski duchowny katolicki, teolog, kaznodzieja, naukowiec (ur. 1756)
- 1847 – Fortunato Maria Ercolani, włoski duchowny katolicki, biskup nikopolski (ur. ?)
- 1849:
  - Jacques-Laurent Agasse, szwajcarski malarz (ur. 1767)
  - Karol Hoppen, polski farmaceuta, malarz, podróżnik, wspinacz (ur. 1789)
- 1857 – Frederick Spencer, brytyjski arystokrata, wojskowy, polityk (ur. 1798)
- 1860:
  - Andreas Friedrich Bauer, niemiecki inżynier, wynalazca (ur. 1783)
  - Dominik Szulc, polski historyk (ur. 1797)
- 1861 – Jan, infant portugalski (ur. 1842)
- 1867 – Artur Benni, polski działacz socjalistyczny, rewolucjonista (ur. 1839)
- 1871 – Carl Ferdinand Allen, duński historyk, wykładowca akademicki (ur. 1811)
- 1873 – Edward Blyth, brytyjski zoolog, chemik (ur. 1810)
- 1874 – Ernst Litfaß, niemiecki drukarz, wydawca, wynalazca (ur. 1816)
- 1875 – William Alexander Richardson, amerykański polityk (ur. 1811)
- 1878 – Jean Laborde, francuski podróżnik, pionier przemysłu madagaskarskiego (ur. 1805)
- 1880 – Franciszek Tournelle, polski architekt, teoretyk architektury pochodzenia francuskiego (ur. 1818)
- 1883:
  - Edmund Dydyński, polski oficer, ziemianin, uczestnik powstania styczniowego (ur. 1837)
  - Andrew Humphreys, amerykański generał dywizji (ur. 1810)
- 1889 – Stephen Joseph Perry, brytyjski jezuita, fizyk, matematyk, astronom, pedagog (ur. 1833)
- 1890 – Nikanor (Browkowicz), rosyjski biskup prawosławny, filozof (ur. 1826)
- 1891:
  - Aleksander Chodźko, polski poeta, orientalista, slawista (ur. 1804)
  - Amalia Lindegren, szwedzka malarka, portrecistka (ur. 1814)
- 1892 – Józef Karge, polsko-amerykański generał (ur. 1823)
- 1893 – Victor Considerant, francuski socjalista utopijny (ur. 1808)
- 1894:
  - Franciszek II Burbon, król Obojga Sycylii (ur. 1836)
  - Ignatz Grünfeld, niemiecki architekt, mistrz i przedsiębiorca budowlany pochodzenia żydowskiego (ur. 1825)
- 1895 – Henryk Natanson, polski bankier, księgarz, wydawca pochodzenia żydowskiego (ur. 1820)
- 1896 – Wiktor Zbyszewski, polski prawnik, adwokat, burmistrz Rzeszowa (ur. 1818)
- 1898 – Julian Zachariewicz, polski architekt (ur. 1837)
- 1900 – William George Armstrong(inne języki), brytyjski inżynier, przemysłowiec, wynalazca (ur. 1810)
- 1902:
  - Hieronim Czarnowski, polski szachista (ur. 1834)
  - Maria Jakunczikowa, rosyjska malarka (ur. 1870)
- 1905 – Mitrofan Popow, rosyjski astronom (ur. 1843)
- 1906 – Cyprian Lachnicki, polski pedagog, artysta amator, kolekcjoner dzieł sztuki (ur. 1824)
- 1908 – Charles Edward Phelps, amerykański pułkownik, polityk (ur. 1833)
- 1913 – Antonia Maria, infantka portugalska (ur. 1845)
- 1914:
  - Louis Codet, francuski prozaik, poeta (ur. 1876)
  - Ottó Herman, węgierski ornitolog, entomolog, polityk (ur. 1835)
- 1915 – George Oliver, brytyjski lekarz, fizjolog (ur. 1841)
- 1918:
  - Antoni Andrzejewski, polski robotnik, powstaniec wielkopolski (ur. 1900)
  - Jan Mertka, polski robotnik, pierwszy poległy powstaniec wielkopolski (ur. 1899)
  - Carl Schlechter, austriacki szachista (ur. 1874)
- 1919 – Theodoor Herman de Meester, holenderski polityk, premier Holandii (ur. 1851)
- 1921 – Daniel Zuloaga, hiszpański malarz, ceramik (ur. 1852)
- 1923:
  - Lluís Domènech i Montaner, kataloński architekt, polityk (ur. 1850)
  - Gustave Eiffel, francuski architekt, inżynier, konstruktor (ur. 1832)
- 1924 – Léon Bakst, rosyjski malarz, projektant scenografii i kostiumów teatralnych pochodzenia żydowskiego (ur. 1866)
- 1925:
  - Ester Rachel Kamińska, polska aktorka pochodzenia żydowskiego (ur. 1870)
  - Zygmunt Mineyko, polski ziemianin, wojskowy, naukowiec, inżynier (ur. 1840)
- 1926:
  - Kazys Giedrys, litewski działacz komunistyczny (ur. 1891)
  - Juozas Greifenbergeris, litewski działacz komunistyczny (ur. 1898)
  - Karolis Požėla, litewski działacz komunistyczny (ur. 1896)
- 1930:
  - Alfred Mond, brytyjski przedsiębiorca, polityk, działacz syjonistyczny pochodzenia żydowskiego (ur. 1868)
  - Walenty Wisz, polski snycerz, rzeźbiarz (ur. 1847)
- 1931:
  - José Figueroa Alcorta, argentyński adwokat, polityk, wiceprezydent i prezydent Argentyny (ur. 1860)
  - Alfred Perceval Graves, irlandzki poeta, prozaik (ur. 1846)
- 1933 – Hilana Taarka, setuska poetka, pisarka (ur. 1856)
- 1934 – Cezary Żołądziowski, polski generał brygady (ur. 1862)
- 1936:
  - Mehmet Âkif Ersoy, turecki weterynarz, poeta, polityk pochodzenia albańskiego (ur. 1873)
  - Józef Maria Corbín Ferrer, hiszpański działacz Akcji Katolickiej, męczennik, błogosławiony (ur. 1914)
  - Alfred Parte Saiz, hiszpański zakonnik, męczennik, błogosławiony (ur. 1899)
  - Kristína Royová, słowacka pisarka, poetka, myślicielka i diakonisa ewangelicka, działaczka ruchu abstynenckiego (ur. 1860)
  - Hans von Seeckt, niemiecki generał, polityk (ur. 1866)
  - Leon Wyczółkowski, polski malarz, grafik (ur. 1852)
- 1937:
  - William Noble Andrews, amerykański dyplomata (ur. 1876)
  - Władysław Skrzyński, polski dyplomata (ur. 1873)
- 1938:
  - Konstantin Derjugin, rosyjski zoolog, hydrobiolog, wykładowca akademicki (ur. 1878)
  - Osip Mandelsztam, rosyjski poeta, prozaik, tłumacz pochodzenia żydowskiego (ur. 1891)
- 1939:
  - Viktor Litschauer, austriacki mykolog, wykładowca akademicki (ur. 1879)
  - Jerzy Stalony-Dobrzański, polski fotograf, publicysta (ur. 1886)
- 1940:
  - Wilhelm Brandt, niemiecki generał-major (ur. 1887)
  - Zofia Czaplińska, polska aktorka, tancerka (ur. 1866)
  - Seeiso, król Basuto (ur. 1905)
  - Arthur Sweeney, brytyjski lekkoatleta, sprinter (ur. 1909)
  - Ignacy Sztukowski, polski zakonnik (ur. 1914)
  - Zbigniew Ryszard Wunderlich, polski urzędnik, żołnierz ZWZ (ur. 1907)
- 1941:
  - Jakob Emanuel Lange, duński botanik, mykolog, pedagog (ur. 1864)
  - Martin Linge, norweski aktor, kapitan (ur. 1894)
  - Michał Rudnik, polski rolnik, działacz ludowy, polityk, poseł na Sejm i senator RP (ur. 1864)
- 1942:
  - Reginald Blomfield, brytyjski architekt, projektant ogrodów, pisarz (ur. 1856)
  - William G. Morgan, amerykański nauczyciel, twórca siatkówki (ur. 1870)
- 1943:
  - Ludmiła Korbuttowa, polska działaczka społeczna i polityczna (ur. 1882)
  - Jan Szwaja, polski działacz komunistyczny, oficer GL (ur. 1904)
- 1944:
  - Amy Beach, amerykańska kompozytorka, pianistka (ur. 1867)
  - Petyr Dynow, bułgarski duchowny prawosławny, filozof (ur. 1864)
  - Edward Focherini, włoski męczennik, błogosławiony (ur. 1907)
  - Stanisław Krygowski, polski prawnik, adwokat, działacz turystyczny, fotografik (ur. 1868)
  - Sára Salkaházi, węgierska zakonnica, Sprawiedliwa wśród Narodów Świata, błogosławiona (ur. 1899)
- 1945:
  - Émile Cornellie, belgijski żeglarz sportowy (ur. 1869)
  - Janko Jesenský, słowacki poeta, prozaik, tłumacz (ur. 1874)
- 1947:
  - Piotr Milewski, polski dyrygent, muzyk, kompozytor (ur. 1871)
  - Sven Ohlsson, szwedzki piłkarz (ur. 1888)
  - Johannes Winkler, niemiecki inżynier, pionier techniki rakietowej (ur. 1897)
- 1948:
  - Zygmunt Chamiec, polski działacz gospodarczy, pionier polskiej radiofonii, producent filmowy (ur. 1882)
  - Jakub al-Ghusajn, palestyński polityk (ur. 1899)
- 1949 – Antoni Ponikowski, polski geodeta, wykładowca akademicki, polityk, premier RP (ur. 1878)
- 1950:
  - Max Beckmann, niemiecki malarz, rysownik, rzeźbiarz, grafik, pisarz (ur. 1884)
  - Tadeusz Czarnowski, polski inżynier i dyrektor kolejowy (ur. 1872)
- 1952:
  - Adam Mikołajewski, polski aktor (ur. 1899)
  - Henri Winkelman, holenderski generał (ur. 1876)
- 1953:
  - Józef Turczyński, polski pianista, pedagog, edytor dzieł Chopina (ur. 1884)
  - Julian Tuwim, polski poeta, prozaik, autor skeczy, wodewili, librett operetkowych i tekstów piosenek, tłumacz pochodzenia żydowskiego (ur. 1894)
- 1954 – William Pett, brytyjski kolarz szosowy i torowy (ur. 1873)
- 1955 – Ely Culbertson, amerykański brydżysta (ur. 1891)
- 1956:
  - Ivan Dresser, amerykański lekkoatleta, długodystansowiec (ur. 1896)
  - Stanisław Józef Thugutt, polski mineralog (ur. 1862)
- 1957 – Otto Nuschke, wschodnioniemiecki dziennikarz, polityk, wicepremier (ur. 1883)
- 1958 – Mustafa Merlika, albański dziennikarz, nauczyciel, prawnik, polityk, premier Albanii (ur. 1887)
- 1960:
  - Janina Mortkowiczowa, polska autorka i tłumaczka utworów dla dzieci i młodzieży (ur. 1875)
  - Gyrmamie Nyuaj, etiopski polityk (ur. 1924)
- 1961:
  - Henri Deloge, francuski lekkoatleta, średniodystansowiec (ur. 1874)
  - Willem van Rekum, holenderski przeciągacz liny (ur. 1892)
- 1962:
  - Inge Krokann, norweski pisarz (ur. 1893)
  - Olga Prieobrażenska, rosyjska tancerka baletowa, pedagog (ur. 1871)
- 1963 – Władimir Wasilew, bułgarski prawnik, publicysta, krytyk literacki (ur. 1883)
- 1964 – Władysław Kucharski, polski inżynier, ekonomista, polityk, poseł na Sejm RP, minister przemysłu i handlu, minister skarbu (ur. 1884)
- 1965 – Edgar Ende, niemiecki malarz surrealista (ur. 1901)
- 1966 – Frank di Genaro, amerykański bokser pochodzenia włoskiego (ur. 1901)
- 1967:
  - Wojciech Albrycht, polski major, pedagog, działacz sportowy (ur. 1892)
  - Percy Hodge, brytyjski lekkoatleta, długodystansowiec (ur. 1890)
  - Iosif Kardowicz, radziecki generał major, polityk (ur. 1899)
  - Julius Schaub, niemiecki SS-Obergruppenführer, adiutant osobisty Adolfa Hitlera (ur. 1898)
- 1968 – Ernest Shelford, amerykański biolog, ekolog (ur. 1877)
- 1969:
  - Marian Beck, polski oficer UB i MO (ur. 1907)
  - Aleksiej Sokolski, białoruski szachista, teoretyk szachowy (ur. 1908)
  - Ramfis Trujillo, dominikański generał (ur. 1929)
- 1970 – Emilia Sukertowa-Biedrawina, polska pisarka, działaczka społeczno-oświatowa i turystyczna (ur. 1887)
- 1971:
  - Adam Fedorko, polski major artylerii (ur. 1898)
  - Ernst Kozub, niemiecki śpiewak operowy (tenor liryczny) (ur. 1924)
  - Czesław Mruczyński, polski radiolog (ur. 1900)
- 1972:
  - Lester Pearson, kanadyjski polityk, premier Kanady, laureat Pokojowej Nagrody Nobla (ur. 1897)
  - Mieczysława Przybylska-Łuczyńska, polska pisarka (ur. 1907)
- 1973 – Stanisław Dyksiński, polski działacz ludowy, pisarz (ur. 1909)
- 1974:
  - Nina Agadżanowa, ormiańska scenarzystka filmowa (ur. 1889)
  - Samuel M. Comer, amerykański scenograf filmowy (ur. 1893)
  - Stanisław Doktorowicz-Hrebnicki, polski geolog, inżynier górniczy (ur. 1888)
  - Władimir Fok, rosyjski fizyk, wykładowca akademicki (ur. 1898)
  - Bożena Modelska-Strzelecka, polska geograf, historyk geografii, wykładowczyni akademicka (ur. 1916)
- 1975:
  - Məmməd Arif, azerski literaturoznawca, filolog, polityk komunistyczny (ur. 1904)
  - Franciszek Janik, polski podporucznik rezerwy piechoty i lotnictwa, pilot balonowy i szybowcowy, konstruktor lotniczy, skoczek spadochronowy, mechanik, wykładowca akademicki (ur. 1900)
- 1977:
  - Jan Czopik-Leżachowski, polski poeta, prozaik (ur. 1938)
  - Michaił Rabinowicz, radziecki generał major (ur. 1901)
- 1978:
  - László Buday, węgierski strzelec sportowy (ur. 1903)
  - Huari Bumedien, algierski polityk, prezydent Algierii (ur. 1927)
  - Jerzy Gregołajtys, polski koszykarz (ur. 1911)
  - Kazimierz Wilamowski, polski aktor, reżyser teatralny (ur. 1896)
- 1979:
  - Hafizullah Amin, afgański polityk, prezydent Afganistanu (ur. 1929)
  - Grigorij Bojarinow, radziecki pułkownik KGB (ur. 1922)
  - Nikołaj Chodatajew, rosyjski animator, reżyser i scenarzysta filmów animowanych (ur. 1892)
  - Jakow Szyszkin, radziecki pułkownik pilot, as myśliwski (ur. 1921)
- 1980 – Alfred Müller, polski działacz partyjny i gospodarczy (ur. 1905)
- 1981:
  - Wacław Brejter, polski malarz, grafik, muzealnik (ur. 1903)
  - Hoagy Carmichael, amerykański pieśniarz, kompozytor, autor tekstów piosenek, aktor (ur. 1899)
- 1982:
  - Karol Friser, polski podpułkownik obserwator (ur. 1890)
  - Janusz Stefan Kubiak, polski historyk sztuki, urbanista (ur. 1934)
  - John Swigert, amerykański pilot wojskowy, inżynier, astronauta, polityk (ur. 1931)
- 1983:
  - Luisinho, brazylijski piłkarz (ur. 1911)
  - Zdzisław Reszelewski, polski poeta, tłumacz krytyk literacki (ur. 1943)
  - Seweryn Steinwurzel, polski operator filmowy pochodzenia żydowskiego (ur. 1898)
- 1985:
  - Harry Hopman, amerykański tenisista (ur. 1906)
  - Jean Rondeau, francuski kierowca wyścigowy (ur. 1946)
  - Harold Whitlock, brytyjski lekkoatleta, chodziarz (ur. 1903)
- 1986:
  - Lars-Erik Larsson, szwedzki kompozytor (ur. 1908)
  - Siemion Rżyszczyn, radziecki lekkoatleta, długodystansowiec (ur. 1933)
- 1987:
  - Michał Grendys, polski polityk, poseł na Sejm PRL (ur. 1912)
  - Anna Eliza Williams, brytyjska superstulatka (ur. 1873)
- 1988:
  - Hal Ashby, amerykański reżyser i montażysta filmowy (ur. 1929)
  - Arnaldo Colleselli, włoski nauczyciel, samorządowiec, polityk (ur. 1918)
- 1989:
  - Juan Eliseo Mojica Oliveros, kolumbijski duchowny katolicki, biskup Garagoa (ur. 1918)
  - Zofia Sztaudynger, polska redaktorka (ur. 1905)
  - Giovanni Tubino, włoski gimnastyk (ur. 1900)
- 1990 – Hubert Persson, szwedzki zapaśnik (ur. 1918)
- 1991:
  - Baba Annanow, turkmeński aktor, reżyser i scenarzysta filmowy (ur. 1934)
  - Etan Liwni, izraelski polityk (ur. 1919)
- 1992:
  - Alfred H. Clifford, amerykański matematyk, wykładowca akademicki (ur. 1908)
  - James Lyke, amerykański duchowny katolicki, arcybiskup metropolita Atlanty (ur. 1939)
  - János Móré, węgierski piłkarz, trener (ur. 1910)
  - John Whyte-Melville-Skeffington, brytyjski arystokrata, polityk, kierowca wyścigowy (ur. 1914)
- 1993:
  - Janina Hertz, polska pisarka (ur. 1926)
  - Meliton Kantaria, radziecki młodszy sierżant (ur. 1920)
  - Evald Mikson, estoński piłkarz, bramkarz, policjant, zbrodniarz wojenny (ur. 1911)
  - André Pilette, belgijski kierowca wyścigowy (ur. 1918)
  - Leon Płoszay, polski malarz, grafik, pedagog (ur. 1902)
  - Tadeusz Tetmajer, polski major kawalerii, rzeczoznawca koni, instruktor i trener jeździectwa (ur. 1904)
- 1994:
  - Hieronim Konieczka, polski aktor (ur. 1920)
  - Zygmunt Kucharek, polski inżynier budowy okrętów, polityk, poseł na Sejm PRL (ur. 1918)
  - Basil Charles Godfrey Place, brytyjski kontradmirał (ur. 1921)
  - Haki Toska, albański polityk komunistyczny (ur. 1920)
- 1995:
  - Shura Cherkassky, amerykański pianista pochodzenia żydowskiego (ur. 1909)
  - Genrich Gasparian, ormiański szachista (ur. 1910)
  - Boris Gniedenko, ukraiński matematyk, wykładowca akademicki (ur. 1912)
  - Henrique de Oliveira Constantino, portugalski menedżer, ekonomista, polityk (ur. 1939)
  - Józef Rokita, polski arcybiskup starokatolicki (ur. 1911)
  - Michał Szwejlich, polski aktor pochodzenia żydowskiego (ur. 1910)
- 1996 – Mary Celine Fasenmyer, amerykańska zakonnica, matematyk (ur. 1906)
- 1997 – Tamara Tyszkiewicz, radziecka lekkoatletka, kulomiotka (ur. 1931)
- 1999 – Pierre Clémenti, francuski aktor, scenarzysta, reżyser filmowy i teatralny (ur. 1942)
- 2001:
  - Bobby Fowler, południowoafrykański kolarz szosowy i torowy (ur. 1931)
  - Boris Rybakow, rosyjski historyk, archeolog (ur. 1908)
- 2002:
  - George Roy Hill, amerykański reżyser filmowy (ur. 1921)
  - Konstanty Kalinowski, polski historyk sztuki (ur. 1935)
  - Ruth Svedberg, szwedzka lekkoatletka, dyskobolka (ur. 1903)
- 2003 – Alan Bates, brytyjski aktor (ur. 1934)
- 2004:
  - Heorhij Kirpa, ukraiński polityk (ur. 1947)
  - Stefan Miecznikowski, polski duchowny katolicki, jezuita, kapelan łódzkiej „Solidarności” (ur. 1921)
  - Janusz Popławski, polski gitarzysta, kompozytor, aranżer, publicysta, wydawca (ur. 1938)
- 2006:
  - Dhora Leka, albańska kompozytorka (ur. 1923)
  - Dana Lerska, polska piosenkarka (ur. 1935)
  - Krzysztof Soliński, polski poeta (ur. 1950)
- 2007:
  - Benazir Bhutto, pakistańska polityk, premier Pakistanu (ur. 1953)
  - Janusz Domagalik, polski pisarz, dziennikarz, autor słuchowisk radiowych i widowisk telewizyjnych (ur. 1931)
  - Jerzy Kawalerowicz, polski reżyser i scenarzysta filmowy (ur. 1922)
  - Jaan Kross, estoński pisarz (ur. 1920)
  - Mieczysław Jerzy Künstler, polski językoznawca, sinolog, wykładowca akademicki (ur. 1933)
  - Toni Menzinger, niemiecka polityk (ur. 1905)
  - Czesław Przewoźnik, polski geodeta, urzędnik państwowy (ur. 1928)
- 2008:
  - Delaney Bramlett, amerykański wokalista, muzyk, producent muzyczny (ur. 1939)
  - Preben Isaksson, duński kolarz torowy (ur. 1943)
  - Tuanku Jaafar, malezyjski dyplomata, polityk, król Malezji (ur. 1922)
- 2009 – Takashi Takabayashi, japoński piłkarz (ur. 1931)
- 2010:
  - György Horvàth, węgierski piłkarz, bramkarz (ur. 1929)
  - Alojzy Szorc, polski duchowny katolicki, historyk, regionalista (ur. 1935)
- 2011:
  - Helen Frankenthaler, amerykańska malarka pochodzenia niemiecko-żydowskiego (ur. 1928)
  - Clifford Darling, bahamski polityk, gubernator generalny Bahamów (ur. 1922)
  - Michael Dummett, brytyjski filozof, logik (ur. 1925)
  - Mykoła Kolcow, ukraiński piłkarz, trener (ur. 1936)
  - Johnny Wilson, kanadyjski hokeista (ur. 1929)
- 2012:
  - Harry Carey Jr., amerykański aktor (ur. 1921)
  - Jorma Kortelainen, fiński biegacz narciarski (ur. 1932)
  - Benny McLaughlin, amerykański piłkarz (ur. 1928)
  - Norman Schwarzkopf, amerykański generał (ur. 1934)
  - Wanda Zeman, polska montażystka filmowa (ur. 1952)
- 2013:
  - Zofia Lewenstam, polska internistka, uczestniczka powstania warszawskiego (ur. 1920)
  - Anna Poppek, polska dziennikarka (ur. 1961)
  - Muhammad Szatah, libański ekonomista, dyplomata, polityk (ur. 1951)
- 2014 – Tomaž Šalamun, słoweński poeta (ur. 1941)
- 2015:
  - Stein Eriksen, norweski narciarz alpejski (ur. 1927)
  - Ellsworth Kelly, amerykański malarz, rzeźbiarz (ur. 1923)
  - Alfredo Pacheco, salwadorski piłkarz (ur. 1982)
  - Haskell Wexler, amerykański reżyser, scenarzysta i producent filmowy (ur. 1922)
  - Stevie Wright, australijski muzyk, kompozytor (ur. 1948)
- 2016:
  - Leon T. Błaszczyk, polski filolog klasyczny, muzykolog, historyk sztuki i kultury (ur. 1923)
  - Carrie Fisher, amerykańska aktorka, pisarka, scenarzystka filmowa pochodzenia żydowskiego (ur. 1956)
  - Claude Gensac, francuska aktorka (ur. 1927)
  - Wacław Kułakowski, polski muzykant ludowy (ur. 1923)
  - Ratnasiri Wickremanayake, lankijski polityk, premier Sri Lanki (ur. 1933)
- 2017:
  - Osvaldo Fattori, włoski piłkarz (ur. 1922)
  - Stanisław Szelichowski, polski dziennikarz i działacz motoryzacyjny (ur. 1930)
  - Aleksander Szymański, polski major AK (ur. 1927)
  - Grażyna Woźniewska, polska ekonomistka (ur. 1955)
- 2018:
  - Juan Agüero, paragwajski piłkarz (ur. 1935)
  - Agnieszka Dymecka, polska prezenterka telewizyjna (ur. 1966)
  - Richard Arvin Overton, amerykański superstulatek, weteran wojenny (ur. 1906)
  - Tadeusz Pieronek, polski duchowny katolicki, biskup pomocniczy sosnowiecki, sekretarz generalny Konferencji Episkopatu Polski (ur. 1934)
  - Antoni Rogóyski, polski pediatra (ur. 1928)
  - Alina Wieja, polska dziennikarka, pisarka, działaczka chrześcijańska (ur. 1956)
- 2019:
  - Takehiko Endō, japoński polityk, minister rolnictwa, leśnictwa i rybołówstwa (ur. 1938)
  - Don Imus, amerykański prezenter radiowy, humorysta, pisarz, filantrop (ur. 1940)
  - Gjergj Kaçinari, kosowski kompozytor, pedagog (ur. 1939)
  - Ilias Rosidis, grecki piłkarz (ur. 1927)
  - Teresa Trzeciak, polska towaroznawczyni, nauczycielka akademicka, działaczka hospicyjna (ur. 1941)[3][4]
- 2020:
  - José Luiz Carbone, brazylijski piłkarz, trener (ur. 1946)
  - Maria Gąsienica Bukowa, polska biegaczka narciarska (ur. 1936)
  - Yuichiro Hata, japoński polityk, minister ds. ziemi, infrastruktury, transportu i turystyki (ur. 1967)
  - Andrzej Maryniarczyk, polski duchowny katolicki, salezjanin, metafizyk, filozof (ur. 1950)
  - Mieczysław Morański, polski aktor (ur. 1960)
  - Sergio Pintor, włoski duchowny katolicki, biskup Ozieri (ur. 1937)
  - Zbigniew Pocialik, polski piłkarz (ur. 1945)
- 2021:
  - Keri Hulme, nowozelandzka pisarka (ur. 1947)
  - Lesław Lic, polski klarnecista, pianista, kompozytor, członek zespołu Melomani (ur. 1930)
  - Peter Pike, brytyjski polityk (ur. 1937)
  - Wiktoria Śliwowska, polska historyk, profesor nauk humanistycznych (ur. 1931)
- 2022:
  - Arnie Ferrin, amerykański koszykarz (ur. 1925)
  - Andrea Folkierska, polska filozof, wykładowczyni akademicka (ur. 1938)
  - Andrzej Iwan, polski piłkarz, trener, komentator sportowy (ur. 1959)
  - Tadeusz Janik, polski dziennikarz i działacz sportowy (ur. 1922)
  - László Kemenes Géfin, węgierski prozaik, poeta (ur. 1937)
  - Andrzej Kołaczkowski, polski inżynier chemik, wykładowca akademicki (ur. 1935)
  - Marek Moszyński, polski fizyk, wykładowca akademicki (ur. 1938)
  - Imre Szöllősi, węgierski kajakarz (ur. 1941)
- 2023:
  - Jurij Arabow, rosyjski pisarz, scenarzysta filmowy (ur. 1954)
  - Jacques Delors, francuski ekonomista, polityk, minister finansów, eurodeputowany, przewodniczący Komisji Europejskiej (ur. 1925)
  - Gaston Glock, austriacki inżynier mechanik, przedsiębiorca (ur. 1929)
  - Marian Górny, polski nauczyciel, samorządowiec, polityk, prezydent Gniezna (ur. 1946)
  - Herb Kohl, amerykański polityk, senator (ur. 1935)
  - Lee Sun-kyun, południowokoreański aktor (ur. 1975)
  - Jerzy Troska, polski duchowny katolicki, teolog, profesor nauk teologicznych (ur. 1941)
- 2024:
  - Daniele Bagnoli, włoski trener siatkarski (ur. 1953)
  - Dayle Haddon, kanadyjska aktorka (ur. 1949)
  - Olivia Hussey, brytyjska aktorka (ur. 1951)
  - Arnold Orowae, papuaski duchowny katolicki, biskup Wabag (ur. 1955)
  - Charles Shyer, amerykański reżyser, scenarzysta i producent filmowy (ur. 1941)
  - Stanisław Szado, polski bokser (ur. 1941)